# نهائي كوبا ليبرتادوريس 1992
نهائي كأس ليبرتادوريس 1992 هو النهائي الثالث والثلاثون من بطولة كأس ليبرتادوريس لتحديد بطل كأس ليبرتادوريس 1992 . وتنافس في المباراة النهائية نادي ساو باولو البرازيلي والأرجنتيني نيويلز أولد بويز. أقيمت مباراة الذهاب في ملعب جيغانتي دي أرويتو (ملعب نادي روزاريو سنترال) حيث تغلب نيويلز على ساو باولو 1-0 أمام 35,000 متفرج.
في مباراة الإياب، التي أقيمت في ملعب مورومبي، تغلب ساو باولو على نيويلز 1-0. نظرًا لتعادل كلا الفريقين في النقاط وفارق الأهداف، تم إجراء ركلات الترجيح لتحديد البطل. فاز ساو باولو بالمجموعة 3-2 بركلات الترجيح ، وبالتالي فاز ساولو باولو لأول مرة بالبطولة.

## الفرق المتأهلة
| فريق            | نهائيات سابقة |
| --------------- | ------------- |
| نيولز أولد بويز | 1988          |
| ساو باولو       | 1974          |

## المباريات

### الذهاب
| نيولز أولد بويز   | 0-1 | ساو باولو |
| ----------------- | --- | --------- |
| إدورادو بريزو 39' |     |           |

### الإياب
| ساو باولو     | 0-1 | نيولز أولد بويز |
| ------------- | --- | --------------- |
| راي 65'       |     |                 |
| ركلات الترجيح |     |                 |
|               | 2-3 |                 |